# 嘉应观黄河铁路大桥
嘉应观黄河铁路大桥，为一座已停用的桥梁。该桥位于原平汉铁路郑州黄河桥下游，同旧桥的两端分别相距500米和375米，建成于1960年，在1960-2014年间为京广铁路跨越黄河的桥梁。

## 历史
嘉应观黄河铁路大桥原名郑州黄河铁路大桥，于1954年2月开始设计，为双线铁路桥，用以取代单线的平汉铁路郑州黄河桥。1957年，该桥被列入铁道部“二五”计划，并于1958年5月14日动工修建，1960年3月25日建成，4月20日通车，投资4978万元。
该桥南端原有16孔钢梁位于2.5‰的坡道上，其余为平坡。运营以后，发现河床因淤积而水面逐年升高。为了改善桥下净空，1976年将坡道上的钢梁抬平。为了不使京广铁路中断行车，在抬梁施工期间，已改造为公路桥的旧铁路桥恢复使用，在昼间通行列车，夜间则照常行驶汽车，一时形成了火车与汽车，白天与晚间交替通行的景象。
2008年该桥改名为嘉应观黄河铁路大桥，得名于桥北附近始建于清雍正元年，号称黄河第一观的嘉应观。
2014年5月16日，京广铁路开始改经郑焦城际铁路黄河大桥跨越黄河，嘉应观黄河铁路大桥自此停用，这是京广铁路跨黄河段的第二次改线。

## 设计
嘉应观黄河铁路大桥全长2889.8米，分71跨、72个桥墩，每孔跨度为40.7米。双线共用142孔上承钢板梁，桥梁墩台和基础均采用两根直径为3.6米的钢筋混凝土管柱，墩台直接建筑在管柱上，顶部有横梁相连，形成门式刚构。由于当时的建桥技术和地理条件限制，大桥桥墩入土深度只有30米，基础较浅，从1990年开始每年抛石护墩。该桥设计最高时速80km/h，自2001年6月19日晚6时起对通过郑州黄河桥的货车限速55km/h，客车110km/h。